# Cantón de Bègles
El cantón de Bègles era una división administrativa francesa, que estaba situada en el departamento de Gironda y la región de Aquitania.

## Composición
El cantón estaba formado por la comuna que le daba su nombre:
- Bègles

## Supresión del cantón de Bègles
En aplicación del Decreto nº 2014-192 de 20 de febrero de 2014, el cantón de Bègles fue suprimido el 22 de marzo de 2015 y su comuna pasó a formar parte, una fracción del nuevo cantón de Talence y otra fracción del nuevo cantón de Villenave-d'Ornon.